# Agio
Agio är det belopp med vilket marknadspriset på en valuta eller ett värdepapper överstiger det nominella värdet, det vill säga nupris minus nominellt värde.